# فرانسیس جی. ریکیاردون جونیور
فرانسیس جی. ریکیاردون جونیور (انگلیسی: Francis J. Ricciardone Jr.؛ زادهٔ ۱۹۵۱ (۷۳–۷۴ سال)) سیاست‌مدار اهل ایالات متحده آمریکا است.
وی همچنین برندهٔ جوایزی همچون برنامه فولبرایت شده‌است.